# Фелипе Мело
Фелипе Мело Вићенте де Карваљо (порт. Felipe Melo Vicente de Carvalho; Волта Редонда, 26. јун 1983) је бразилски фудбалер који игра на позицији дефанзивног везног за Флуминенсе у бразилској Серији А.

## Клупска каријера

### Фламенго
У Б тиму Фламенга Мело започиње каријеру и то у сезони 1999/2000. Затим у јануару 2001. прелази у првим тим Фламенга где је забележио 24 утакмице и дао је 3 гола. На лето 2003. прелази у Крузеиро.

### Крузеиро
У Крузеиру бележи 31 наступ и даје 2 гола. Следеће сезоне прелази у ФК Гремио.

### Гремио
У ФК Гремиу остаје само једну сезону. Бележи 19 утакимца и даје 3 гола. Будући да је Гремио те сезоне јако лоше играо и испао из лиге, тим је расформиран. Мело напушта клуб, а навијачи сматрају њега главним кривцем за стање клуба. Тада остаје без уговора.

### Мајорка
Након две успешне сезоне у Бразилу као слободан играч, у јануару 2005. прелази у Европу и то у ФК Мајорка. Међутим, овај трансфер није био претерано успешан. Мело проводи само 6 месеци у Мајорци и у јулу 2005, за суму од 2 милиона евра, прелази у ФК Расинг Сантандер.

### Расинг Сантандер
У првој сезони у Расингу постигао је 3 гола на 33 меча, од којих ће посебно памтити меч против Реал Мадрида 21. децембра 2005. године и свој први гол у дресу Расинг Сантандера. У том мечу је Расинг победио 2-1, захваљујући његовом голу.
Наредна сезона није била толико успешна. Тек 10 пута је био стартер на мечу, 5 пута улазио као замена и 3 гола били су јасни разлози због којих га Расинг продаје Алмерији за 1,8 милиона евра у јулу 2007. године.

### Алмерија
У Алмерији проводи тачно годину дана. За то време је 34 пута био у стартних једанаест, дао 7 голова и имао једну асистенцију. Такође је и дебитовао у Купу Краља, у мечу против Левантеа је изашао у 62. минуту. Занимљиво је да је, на сваком мечу на коме је он дао гол, Алмерија избегла пораз. Једини изузетак је утакмица против Атлектико мадрида, коју је изгубила резулататом 6-3, а Мело је дао трећи гол за Алмерију.

### Фиорентина
У Фјорентину прелази за 8,5 милиона евра. За време прве сезоне наступио је у свим такмичењима у којима је учествовао његов клуб. У квалификацијама за Лигу шампиона је одиграо 2 меча, у лиги шампиона 6 мечева, у Купу УЕФА 2 меча, у купу Италије 1 меч, а у Серији А 29 мечева на којима је дао 2 гола и имао једну асистенцију. Занимљиво је сада, да два меча на којима је дао гол, Фјорентина је изгубила оба (против Аталанте и Лећеа).

### Јувентус
За 27 милиона Мело напушта Фјорентину и прелази у ФК Јувентус, у јулу 2009. године. У Јувентусу има сличну сезону као и у Фјорентини. 6 наступа у лиги шампиона, 3 наступа у лиги европе, 2 наступа у купу Италије, 29 утакмица у Серији А на којима постиже 3 гола.
Иако је већ две сезоне наступао у европским такмичењима, још увек није дао гол.

## Репрезентација
Мело је за Бразил дебитовао на утакмици против Италије, 10. фебруара 2009. године. За Бразил је укупно играо 22 пута и дао је 2 гола.

## Трофеји

### Фламенго
- Првенство Кариока (1) : 2001.
- Куп шампиона Бразила (1) : 2001.

### Крузеиро
- Првенство Бразила (1) : 2003.
- Првенство државе Минеиро (1) : 2003.
- Куп Бразила (1) : 2003.

### Галатасарај
- Првенство Турске (3) : 2011/12, 2012/13, 2014/15.
- Куп Турске (2) : 2013/14, 2014/15.
- Суперкуп Турске (1) : 2013.

### Палмеирас
- Првенство Бразила (1) : 2018.
- Куп Бразила (1) : 2020.
- Првенство Паулиста (1) : 2020.
- Куп Либертадорес (2) : 2020, 2021.

### Флуминенсе
- Куп Гуанбара (2) : 2022, 2023.
- Првенство Кариока (2) : 2022, 2023.
- Куп Либертадорес (1) : 2023.
- Рекопа Судамерикана (1) : 2024.